# Dictyonotus setus
Dictyonotus setus är en stekelart som först beskrevs av Ian D. Gauld och Mitchell 1978.  Dictyonotus setus ingår i släktet Dictyonotus och familjen brokparasitsteklar. Inga underarter finns listade i Catalogue of Life.